# تراستوزومب
تراستوزومَـب با نام‌های تجاری هرسپتین و آریوتراست  یکی از داروهای مورد استفاده در درمان سرطان پستان و سرطان معده است.

## عملکرد و موارد استفاده
تراستوزومب یک ضد التهاب قوی سرطان معده و یک آنتی‌بادی منوکلونال است که پروتئین افزایش‌دهندهٔ رشد را با نام HER2/neu بلوک می‌سازد. این پروتئین معمولاً در اندازهٔ کوچک در بافت سینه و معده بیشتر در سلولهای سرطانی وجود دارد و با تحریک آن عامل رشد اپیدرمال تولید می‌شود که موجب رشد سلولهای سرطانی می‌شود. در حدود ۲۰٪ از بیماران ، مقدار پروتئین HER2/neu به میزان بیشتر افزایش می‌یابد. بیمارانی که میزان بالاتری از این پروتئین را دارند HER2/neu مثبت خوانده می‌شوند و احتمالاً آنها سرطان  مهاجم‌تری را دارند. تراستوزومب قادر به بلوک کردن این اثر تحریکی رشد پروتئین HER2/neu می‌باشد. تراستوزومب همچنین قادر است که سیستم ایمنی را برای تنظیم حمله به سوی سلولهای سرطانی با رشد غیرمعمولی تحریک کند و یکی از درمانهای مؤثر برای بعضی از بیماران با HER2/neu مثبت که سرطان آنها عود کرده‌است یا آنهایی که بدنشان به شیمی درمانی مقاوم شده‌است می‌باشد.
بدین ترتیب این دارو در همه موارد ابتلاء به سرطان استفاده نمی‌شود و غالباً تنها در حالتی تجویز می‌شود که فاصله کمتر از دو ماه تا عمل برداشت تومور مانده باشد و نتایج حاصل از بررسی‌های دقیق سونوگرافی، بیانگر التهاب در بافت مورد نظر باشند.

## عوارض جانبی
شایع‌ترین عوارض جانبی تراستوزومب در فردی که آن را دریافت می‌کند سردرد، گیجی، تهوع، اسهال، استفراغ و سختی در تنفس هم خواهند داشت. این عوارض جانبی در همه ی بیماران برابر نبوده و معمولاً پس از چندین مرتبه ی تزریق ملایم‌تر می‌شوند.
تراستوزومب ممکن است موجب آسیب قلبی هم بشود. این امر گاه به ضعف قلبی منتهی می‌شود. تراستوزومب ممکن است بر ریه‌ها نیز تأثیر بگذارد و گاهی به دشواری تنفس منجر شود.